# U-Bahn-Station Dresdner Straße
Dresdner Straße is een metrostation in het district Brigittenau van de Oostenrijkse hoofdstad Wenen. Het station werd geopend op 4 mei 1996 en wordt bediend door lijn U6.
De naam is te danken aan de gelijknamige straat uit 1875 die naar de Saksische hoofdstad werd genoemd.
Het station ligt twee verdiepingen diep onder de Hellwagstraße haaks op de Dresdner Straße. De twee toegangen, bij de Pasettistraße respectievelijk Dresdener straße, hebben een toegangsgebouw uit staal en glas met een tongewelf. De toegangsgebouwen liggen boven de perroneinden.en hebben elk een vaste trap, een lift en een roltrap die het perron met het toegangsgebouw verbindt. De toegangsgebouwen staan in een voetgangersgebied en een autoluwe zone.  
Het station ligt bij de Meldemannstraße waar tussen 1905 en 2003 de daklozenopvang  Männerwohnheim Meldemannstraße gevestigd was en bekendheid verwierf omdat de jonge Adolf Hitler hier tussen 1910 en 1913 onderdak vond. In 2003 werd de daklozenopvang gesloten voor renovatie. Daarna werd begonnen met de ombouw tot seniorenwoningen onder de naam „Seniorenschlössl Brigittenau“.

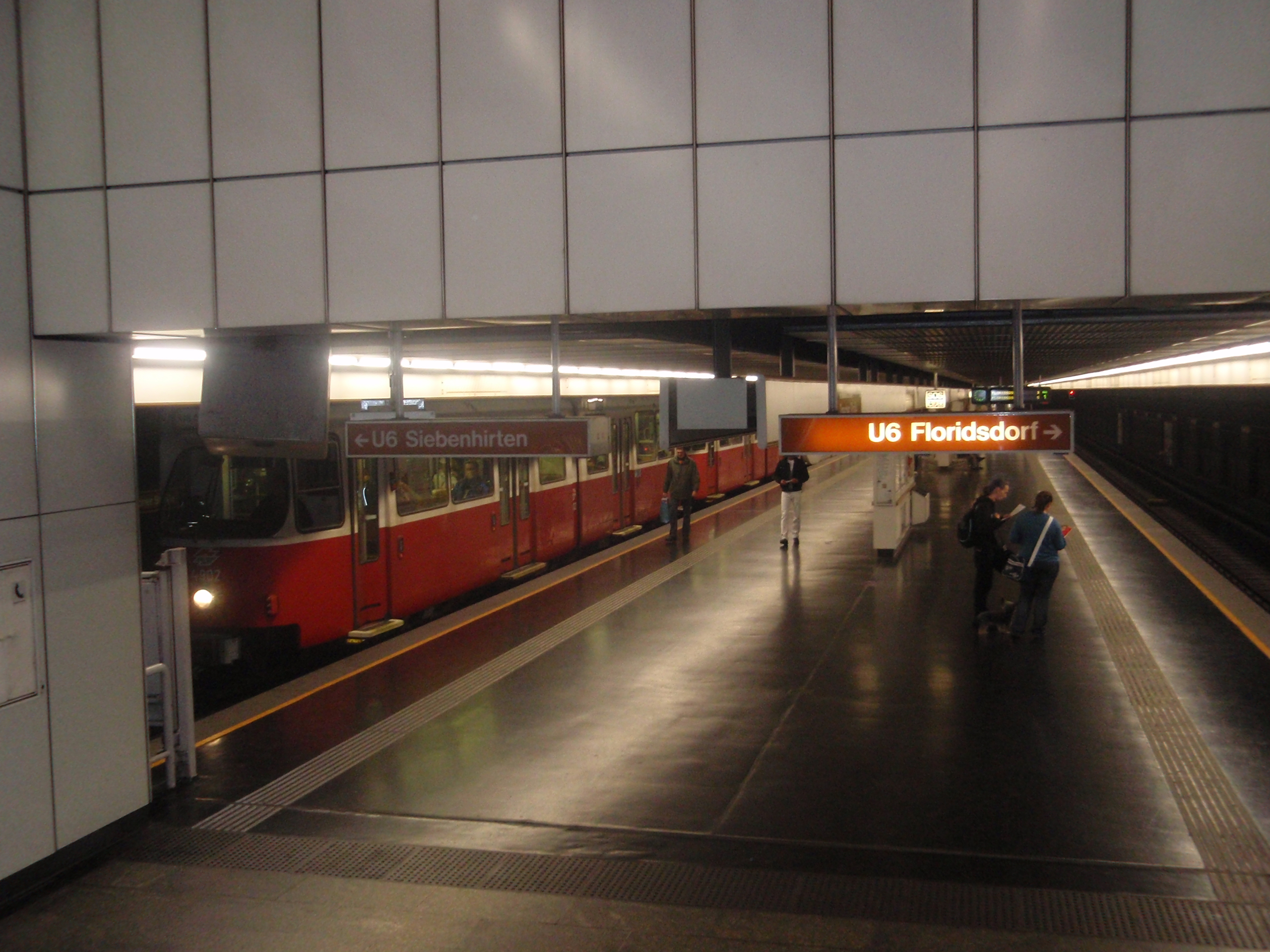
Een tram van de Stadtbahn langs het perron.
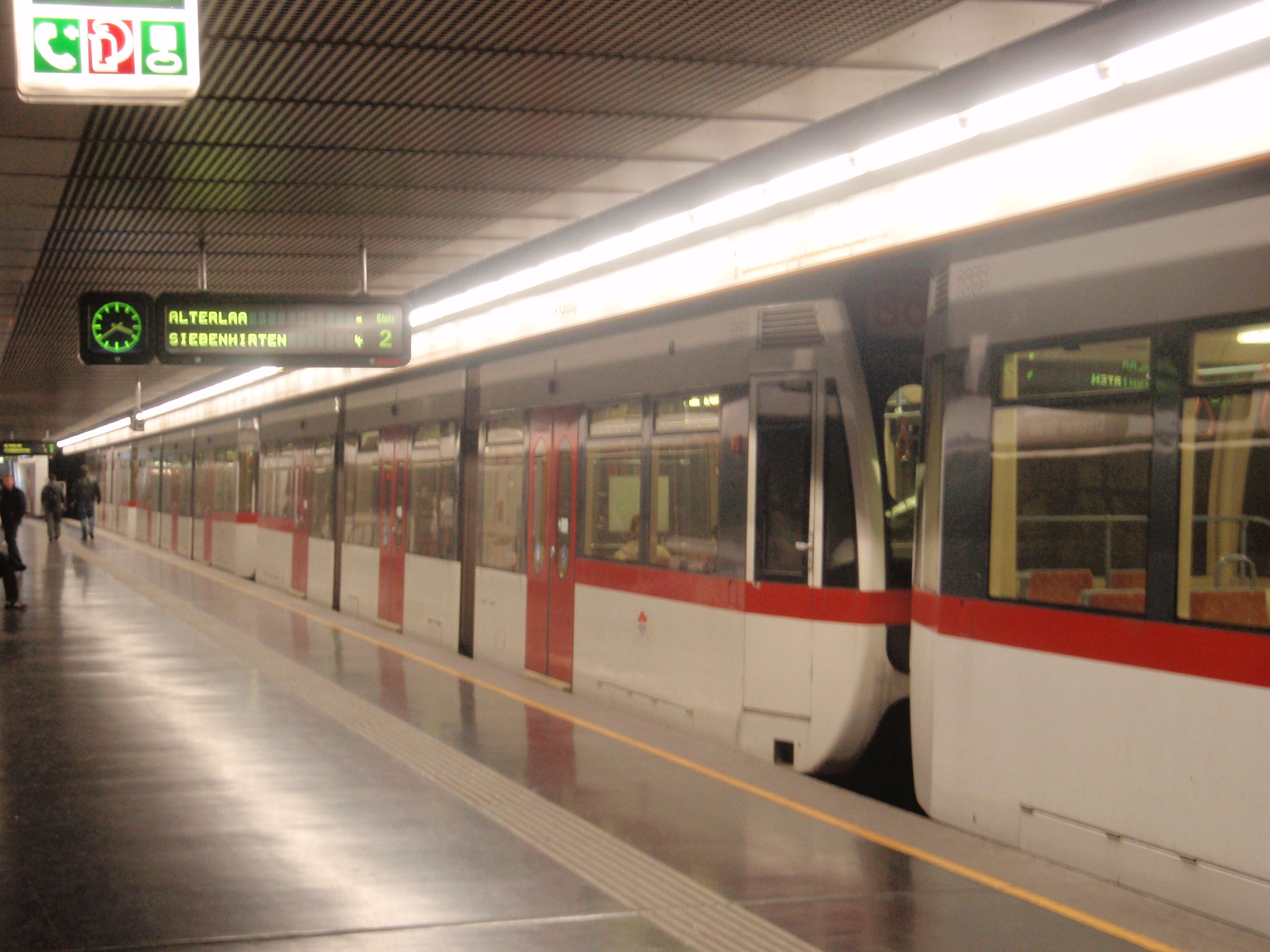
Een metrostel langs het perron.
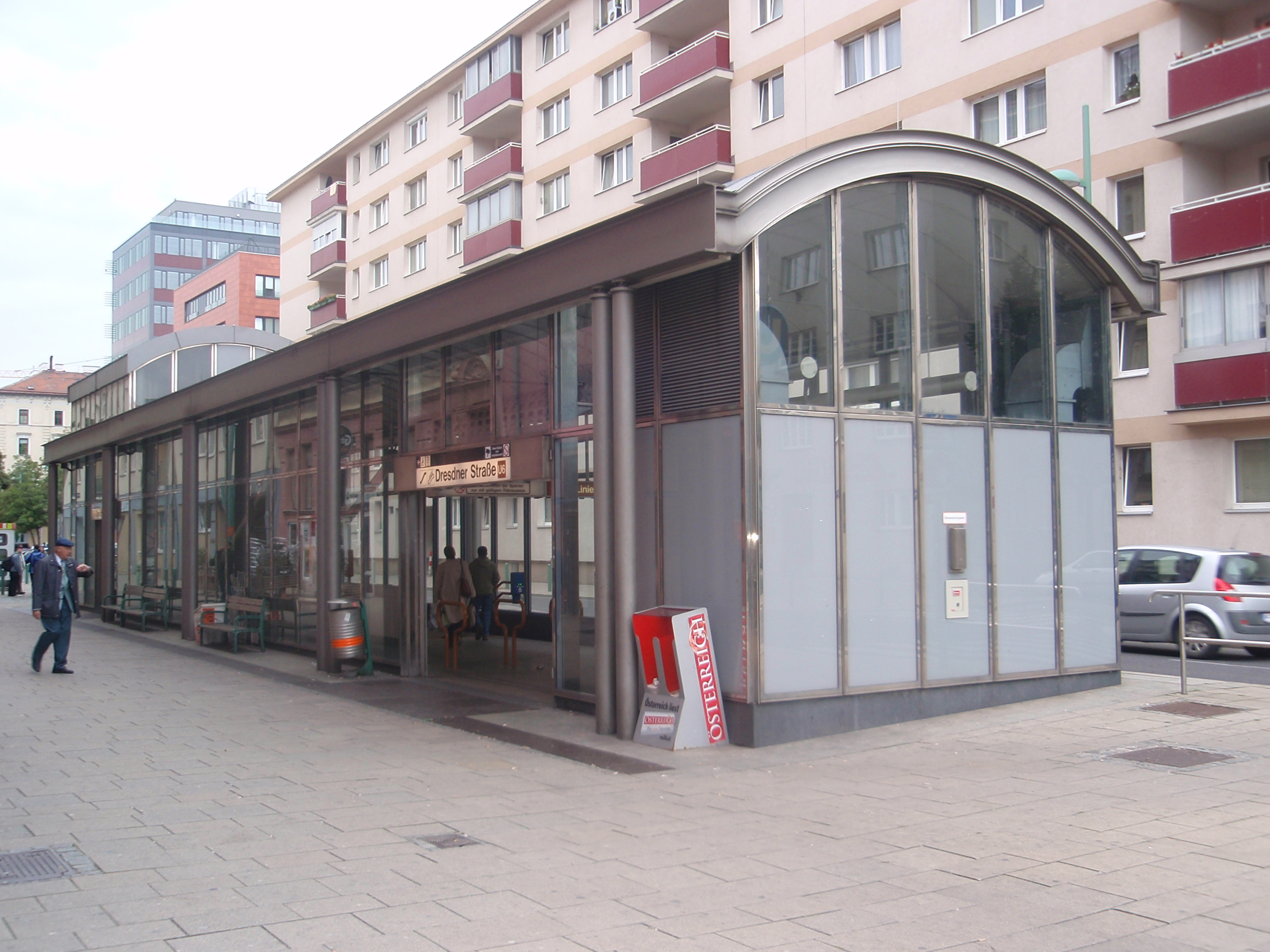
De toegang bij de Pasettistraße.